# Wohnhaus Wilhelminenstraße 14
Das Wohnhaus Wilhelminenstraße 14, Ecke Elisabethstraße, in der niedersächsischen Kreisstadt Cuxhaven im Landkreis Cuxhaven stammt vom Ende des 19. Jahrhunderts.
Aktuell (2024) wird es für Wohnungen genutzt.
Das Gebäude steht unter Denkmalschutz (siehe auch Liste der Baudenkmale in Cuxhaven).

## Geschichte und Beschreibung
Die Wilhelminenstraße führt in Alt-Cuxhaven in Nord-Süd-Richtung von der Annenstraße bis zur Mittelstraße. Sie wurde vielleicht benannt nach Mathilde Wilhelmine Hinck (* 1854), Tochter des Bierbrauers, Gastwirtes und Fuhrmannes Johann Hinrich Hinck, der Besitzer der Ländereien war, auf denen die Straße angelegt wurde. Die Straße war ab 1887 gepflastert. An ihrer Ostseite steht zudem die Gruppe der vier denkmalgeschützten Wohnhäuser (Nr. 16, 17, 18 und 19).
Das zweigeschossige giebelständige verputzte und historisierende Eckgebäude auf Keller mit überstehendem schiefergedeckten Walmdach wurde um 1895 gebaut. Die Fassaden wurden gestaltet mit Rundbogenfenstern und aufwändigem Akanthusschmuck in den Brüstungsfeldern, Sockel mit Scheinquaderung und Fugenschnitt sowie zwei nordseitigen Blendfenstern. An der fünfachsigen Westseite sind die beiden südlichen Achsen leicht vorgezogen. Der Eingang ist an der Ostseite.
Die Einfriedung aus Steinpfeilern und gusseisernem Zaun ist auch denkmalgeschützt.
Das Landesdenkmalamt befand u. a.: „ … ist in der Anlage des Baukörpers und in der Fassadenorganisation mit Rundbogenfenstern einer spätklassizistischen Architekturauffassung verpflichtet.“